# Monti Čuvanajskie
I Monti Čuvanajskie (in russo Чуванайские горы?, Čuvanajskie gory) o Čuvanskij (Чуванский хребет, Čuvanskij chrebet) sono una catena montuosa dell'Estremo Oriente russo. Si trovano nel Bilibinskij rajon del Circondario autonomo della Čukotka, nella Siberia Orientale. 

## Descrizione
La catena dei Čuvanskij fa parte degli altopiani della Siberia Orientale ed è uno dei sottogruppi dell'altopiano dell'Anadyr'. Ha una lunghezza di 60 km e una larghezza di 20 km. A est e nord-est la catena montuosa è limitata dal corso del fiume Malyj Anjuj, che forma un'ampia ansa, scorrendo prima verso nord e poi nuovamente verso ovest; a sud è limitata dal fiume Kul'pol'nej e ad ovest dalla valle del Ten'vel'veem (ambedue affluenti di sinistra del Malyj Anjuj). Il punto più alto è la vetta del monte Čuvanaj (1614 m). 
Il villaggio di Keperveem è situato ai piedi della catena montuosa nella sua estremità nord-occidentale, sul lato opposto del Malyj Anjuj. Bilibino si trova circa 40 chilometri più a nord. A nord-est, sempre al di là del Malyj Anjuj, si eleva la catena montuosa dei monti Ilirnejskij. A sud e sud-ovest si trova la catena dei monti dell'Anjuj e a nord la più piccola catena dei Kyrganaj (хребет Кырганай).